# Club Balonmano Naranco
El Club Balonmano Naranco fue un club de balonmano de la ciudad de Oviedo (Asturias, España).

## Historia
El club se crea en 1978-79 al desaparecer otro club de balonmano ovetense, la ACD Telefónica, como consecuencia de no disponer de la capacidad económica suficiente para afrontar el ascenso a la Primera División Nacional. Como la mayoría de jugadores provienen del barrio de Ciudad Naranco, deciden que ese sea el nombre del club.
En muy pocos años logran el ascenso a la máxima categoría del balonmano nacional, debutando en esta competición en la temporada 1983-84. Militaría también en esta categoría las temporadas 1986-87, 1987-88, 1988-89 y 1989-90, logrando como mejor clasificación un sexto puesto. Además llegan a disputar tres temporadas la competición copera (cuartofinalista en las temporadas 1987-88 y 1988-89, octavofinalista en 1990-91). Ya con la denominación actual de Liga ASOBAL militarían tres temporadas en ésta (1990-91, 1992-93, 1997-98). La temporada 1997-98 sería su, hasta ahora, última campaña en la ASOBAL, bajo la denominación de Universidad de Oviedo - Naranco. 
En la temporada 2007-2008, tras una mala campaña con problemas económicos incluidos, el club desciende de la División de Honor B a la Primera División Nacional, tras perder la promoción de permanencia ante el Balonmano Málaga. Finalmente, desapareció ese mismo año.

## Pabellón
Disputaba sus encuentros como local en el Polideportivo de Vallobín (Oviedo), de titularidad municipal, inaugurado en 1993 y con capacidad para 1000 espectadores. Anteriormente en sus inicios los partidos de local se disputaban en el Polideportivo de la Ursulinas en Ciudad Naranco.

## Uniforme
Los colores del Balonmano Naranco son camiseta y pantalón azules para el primer uniforme, y camiseta y pantalón blancos para el segundo uniforme.

## Palmarés
- Campeón de Primera División (segunda categoría nacional): 1985-86, 1991-92.
- Campeón de División de Honor B (segunda categoría nacional): 1996-97.

## Temporadas del Naranco
- 1978-79: Primera
- 1979-80: Primera
- 1980-81: Primera
- 1981-82: Primera
- 1982-83: Primera
- 1983-84: División de Honor
- 1984-85: Primera
- 1985-86: Primera (1º)
- 1986-87: División de Honor
- 1987-88: División de Honor (7º)
- 1988-89: División de Honor (8º)
- 1989-90: División de Honor
- 1990-91: ASOBAL
- 1991-92: Primera (1º)
- 1992-93: ASOBAL
- 1993-94: Primera
- 1994-95: División de Honor B
- 1995-96: División de Honor B
- 1996-97: División de Honor B (1º)
- 1997-98: ASOBAL
- 1998-99: División de Honor B
- 1999-00: División de Honor B
- 2000-01: División de Honor B
- 2001-02: División de Honor B (14º)
- 2002-03: División de Honor B (14º)
- 2003-04: División de Honor B (14º)
- 2004-05: Primera (4º)
- 2005-06: División de Honor B (14º)
- 2006-07: Primera (2º)
- 2007-08: División de Honor B
- 2008-09: Primera
- 2009-10: Segunda

## Jugadores históricos
- David Davis
- Alberto Entrerríos
- Pachi Peg
- Chechu Villaldea
- Heriberto Fernández(CACO)
- Marcel Pagliotta
- Chema Paré
- Armand Rubiño
- Umberto Brajkovic
- Adrián Calvo
- Paco Álvarez
- Floro
- Llames
- Peñalva
- Herrero